# یورل
یورل (به آلمانی: Jörl) یک شهر در آلمان است که در اشلسویگ-فلنسبورگ واقع شده‌است. یورل  ۸۳۵ نفر جمعیت دارد.